# Changement climatique au Liberia
 (mars 2023).
La mise en forme du texte ne suit pas les recommandations de Wikipédia : il faut le « wikifier ».
Les points d'amélioration suivants sont les cas les plus fréquents. Le détail des points à revoir est peut-être précisé sur la page de discussion.
- Les titres sont pré-formatés par le logiciel. Ils ne sont ni en capitales, ni en gras.
- Le texte ne doit pas être écrit en capitales (les noms de famille non plus), ni en gras, ni en italique, ni en « petit »…
- Le gras n'est utilisé que pour surligner le titre de l'article dans l'introduction, une seule fois.
- L'italique est rarement utilisé : mots en langue étrangère, titres d'œuvres, noms de bateaux, etc.
- Les citations ne sont pas en italique mais en corps de texte normal. Elles sont entourées par des guillemets français : « et ».
- Les listes à puces sont à éviter, des paragraphes rédigés étant largement préférés. Les tableaux sont à réserver à la présentation de données structurées (résultats, etc.).
- Les appels de note de bas de page (petits chiffres en exposant, introduits par l'outil «  Source ») sont à placer entre la fin de phrase et le point final[comme ça].
- Les liens internes (vers d'autres articles de Wikipédia) sont à choisir avec parcimonie. Créez des liens vers des articles approfondissant le sujet. Les termes génériques sans rapport avec le sujet sont à éviter, ainsi que les répétitions de liens vers un même terme.
- Les liens externes sont à placer uniquement dans une section « Liens externes », à la fin de l'article. Ces liens sont à choisir avec parcimonie suivant les règles définies. Si un lien sert de source à l'article, son insertion dans le texte est à faire par les notes de bas de page.
- La présentation des références doit suivre les conventions bibliographiques. Il est recommandé d'utiliser les modèles {{Ouvrage}}, {{Chapitre}}, {{Article}}, {{Lien web}} et/ou {{Bibliographie}}. Le mode d'édition visuel peut mettre en forme automatiquement les références.
- Insérer une infobox (cadre d'informations à droite) n'est pas obligatoire pour parachever la mise en page.

Pour une aide détaillée, merci de consulter Aide:Wikification.
Si vous pensez que ces points ont été résolus, vous pouvez retirer ce bandeau et améliorer la mise en forme d'un autre article.
Le changement climatique au Liberia cause de nombreux problèmes car le Liberia est particulièrement vulnérable au réchauffement climatique. Comme de nombreux autres pays d'Afrique, le Liberia est confronté à la fois à des problèmes environnementaux existants et à des défis de développement durable. En raison de son emplacement en Afrique, il est vulnérable aux conditions météorologiques extrêmes, aux effets côtiers de l'élévation du niveau de la mer et à l'évolution des systèmes hydriques et de la disponibilité de l'eau. Le changement climatique devrait avoir de graves répercussions sur l'économie du Libéria, en particulier sur l'agriculture, la pêche et la foresterie. Le Liberia a participé activement aux changements politiques internationaux et locaux liés au changement climatique.

## Impacts sur le milieu naturel

### Le niveau de la mer monte

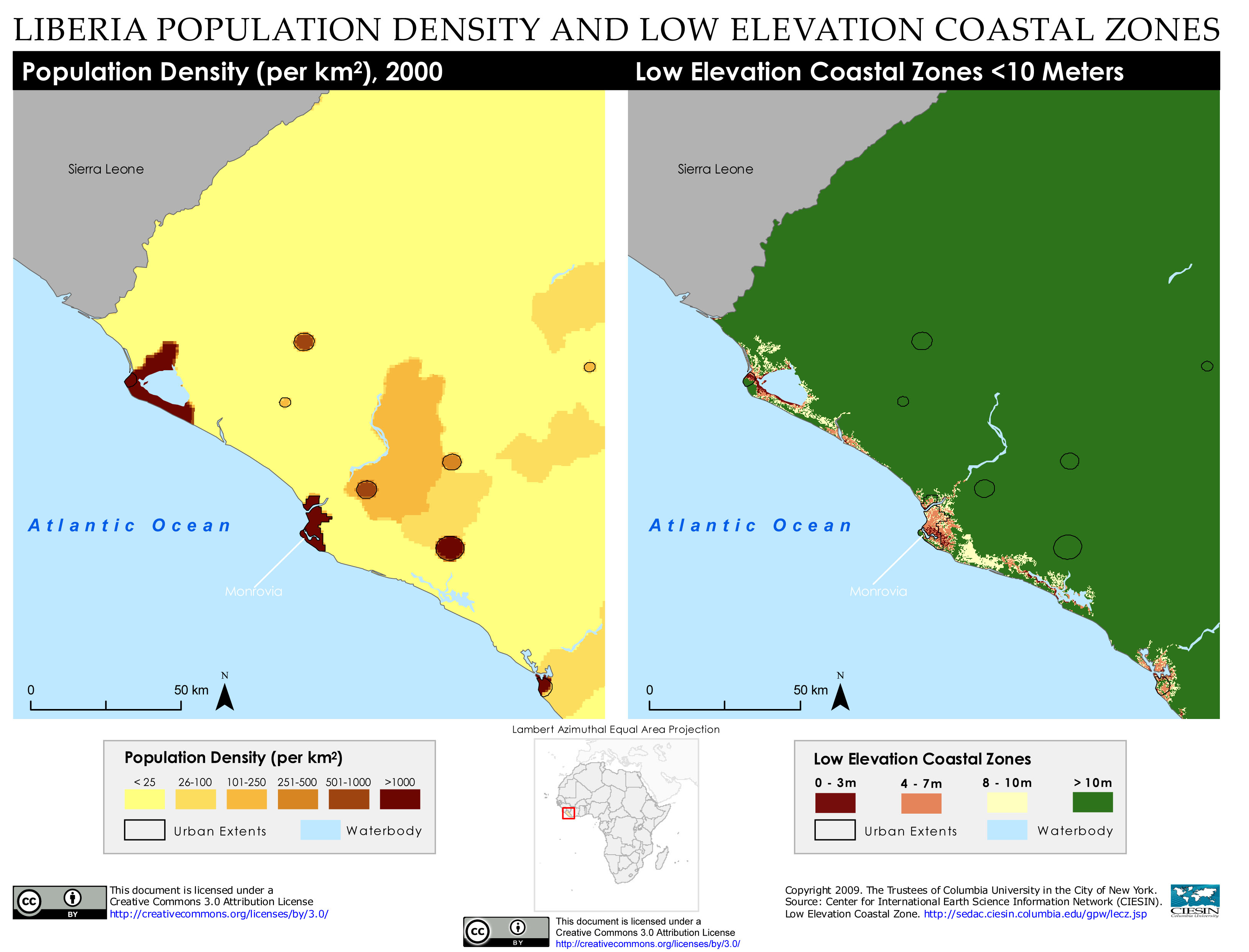
Densité de population et zones côtières de faible altitude. Monrovia est particulièrement vulnérable à l'élévation du niveau de la mer.

60% de la population du Libéria vit le long de la côte. L'élévation du niveau de la mer devrait exercer une pression sur un certain nombre de populations, y compris les communautés des bidonvilles tels que le bidonville de West Point, et entraîner des pertes de 250 millions de dollars américains.

### Ressources en eau
Une évaporation élevée, des changements dans les régimes de précipitations saisonnières et des augmentations du ruissellement devraient entraîner une diminution de l'eau et une détérioration de la qualité de l'eau. De plus, d'ici les années 2020, le projet hydroélectrique de Mount Coffee devrait avoir des difficultés à maintenir l'approvisionnement en eau. De plus, l'élévation du niveau de la mer devrait entraîner une augmentation de la salinisation dans d'importantes communautés côtières.

## Impacts sur les personnes

### Impacts économiques

#### Agriculture
61% du PIB et 75% de l'emploi se trouvent dans le secteur agricole. On s'attend à ce que le changement climatique exacerbe les phénomènes météorologiques extrêmes et diminue les rendements des cultures, entraînant une insécurité alimentaire.

## Atténuation et adaptation

### Politiques et législation
En 2018, L'Agence libérienne de protection de l'environnement a lancé un plan d'intervention national.

### Coopération internationale
Le Libéria a été l'un des premiers bénéficiaires du Fonds vert pour le climat et a reçu un financement important en 2014 de la Norvège afin de lutter contre les pratiques forestières, les subventions aux combustibles fossiles et les énergies renouvelables dans le pays.